# Iglesia de la Encarnación (Comares)
La Iglesia de la Encarnación, en Comares (provincia de Málaga, España), fue erigida en 1505 por mandato del arzobispo de Sevilla don Diego de Deza, con arreglo a la bula de Inocencio VIII y confirmada por bula de Julio II en 1510, sobre la antigua mezquita árabe, formando parte de la Vicaría de Málaga y bajo la advocación de la Encarnación, utilizada generalmente para las nuevas iglesias parroquiales de los pueblos conquistados del Reino de Granada, al ser una fiel devota la Reina Isabel la Católica.
La iglesia se erige sobre el cerro occidental del municipio, destacando sobre el paisaje urbano. En el inmueble se conservan y combinan elementos de estilo mudéjar, como las espléndidas armaduras de lazo que cubren el interior del templo, entre las que cabe destacar la de la nave central, considerada uno de los mejores ejemplos conservados entre las parroquias de la provincia malagueña; y añadidos de épocas posteriores en estilo barroco, como la capilla del Sagrario, del siglo XVIII, que completa el programa arquitectónico, iconográfico y decorativo del edificio, el más representativo del municipio y uno de los mejores ejemplos de arquitectura mudéjar de la Axarquía.

## Descripción
Construida originalmente en estilo mudéjar, la planta de la iglesia presenta tres naves con orientación sureste-noroeste y cabecera plana de planta cuadrada, a la que se adosan la sacristía y la torre-campanario en el lado del Evangelio y de la Epístola, respectivamente.
La nave central, de mayor altura que las laterales, se eleva sobre cuatro pilares cruciformes achaflanados, sobre los cuales se abren arcos apuntados sin alfiz que la separan de las naves laterales. Se cubre con una destacada armadura mudéjar de par y nudillo, con cinco dobles tirantes que descansan sobre canes. El harneruelo está decorado con estrellas de ocho puntas y lazo con crucetas. En el centro del harneruelo se sitúa una estrella de doce puntas enmarcada en un cuadrado y, sobresaliendo a su vez del centro de éste, una piña de mocárabes. La parte baja de los faldones está decorada con una calle de lazos a base de crucetas y estrellas. Las naves laterales se cubren con simples armaduras de colgadizo.

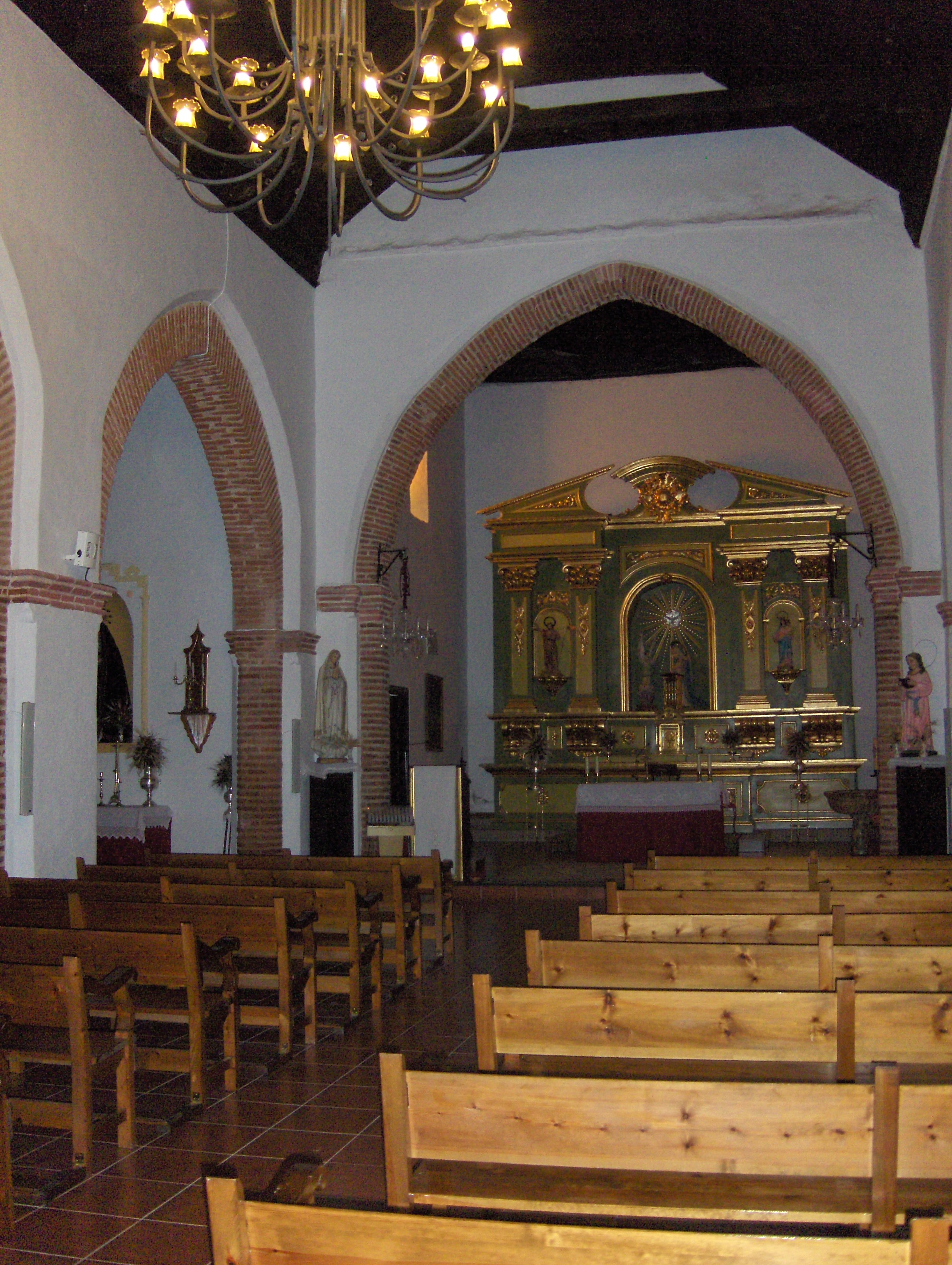
Interior

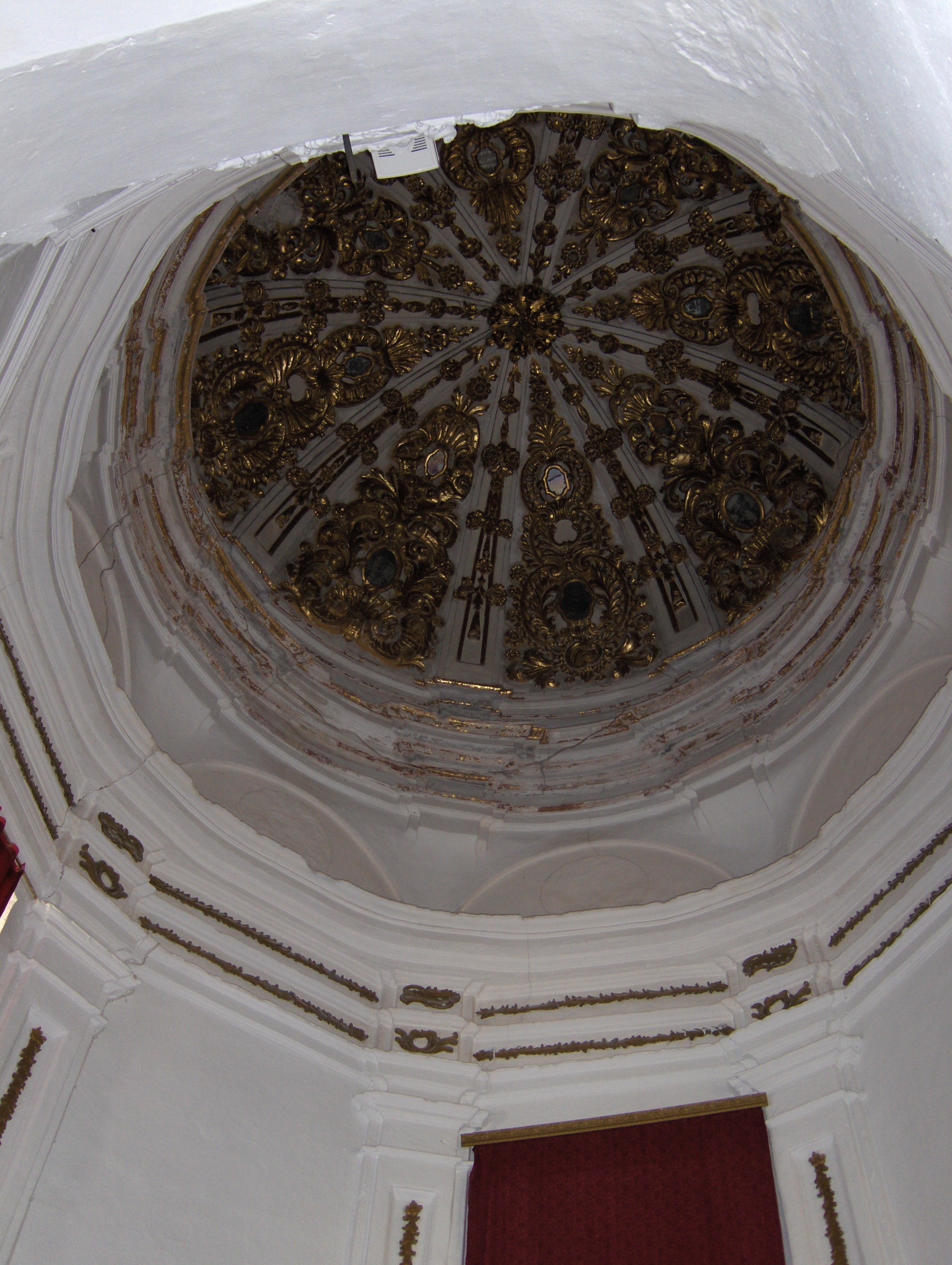
Torre

La cabecera de la iglesia, de planta cuadrada y precedida por un gran arco triunfal apuntado, se cubre por una armadura mudéjar con limas mohamares y labor de menado sobre tablas. Del centro pende un octógono de mocárabes inscrito en un cuadrado formado por ocho crucetas. Los cuadrales que dibujan la forma octogonal apoyan sobre canes lobulados. Todo el presbiterio presenta un rodapié de azulejos procedentes de un antiguo púlpito y en un lateral se conserva la pila bautismal de mármol tallado.
En el lado del Evangelio de la cabecera se sitúa la sacristía, desde la que se accede directamente al patio trasero, antiguo lugar de enterramiento. En el lado opuesto se levanta la torre-campanario, junto a la cual, en el flanco norte, se encuentra la antigua sacristía o cuarto de San Hilario, una estancia de planta cuadrada que se comunica directamente desde el exterior.
A los pies de la nave central, elevado sobre una grada y cerrado por una barandilla de madera, se encuentra el coro, comunicado por una estrecha escalera situada en el último tramo de la nave del Evangelio.
En 1721, ante la amenaza de ruina, se llevó a cabo una serie de obras que afectaron principalmente a la sacristía y a la nave del Evangelio, en el centro de la cual se construye, en estilo barroco, la capilla del Sagrario la cual iba a albergar la imagen de la Virgen del Rosario y cuyos gastos fueron soportados por el mayordomo de la cofradía. Esta capilla, de planta cuadrada y adosada a modo de torre-camarín a la traza original, se resuelve interiormente con pilastras cajeadas que sostienen un doble friso con motivos vegetales y sobre los que se desarrolla un primer anillo de dieciséis lados, que soporta pequeñas pechinas entre los arcos ciegos que rematan los muros. Un segundo anillo sostiene la bóveda semiesférica de ocho nervios, decorados con motivos florales que surgen de un florón central y separado por segmentos adornados con espejos envueltos por roleos, hojas carnosas, tornapuntas y veneras. Hacia el exterior, la capilla se presenta como una torre-camarín poligonal de tres pisos separados por impostas, con decoración a base de placas triangulares en el cuerpo bajo, óculos en el cuerpo central y tejadillo octogonal como remate. Presenta una estructura similar al camarín de la Iglesia del Rosario de El Borge y del convento de monjas carmelitas de Vélez-Málaga.
Exteriormente, la iglesia se resuelve mediante cuatro fachadas, la del lado oriental oculta por construcciones adosadas. En la correspondiente al lado sureste se abre la portada principal, de gran sencillez decorativa, compuesta por un arco apuntado, enmarcado en un rectángulo que hace las veces de alfiz, con una destacada imposta, flanqueada por dos contrafuertes y coronada por un óculo.
La fachada más occidental del templo, aunque abierta hacia la calle, queda prácticamente oculta por la cercanía de otras edificaciones. Junto a la cabecera se adosa la torre-camarín conocida tradicionalmente como capilla del Sagrario, levantada en el siglo XVIII, que está toscamente acabada en su interior y presenta hacia el exterior ventanas enmarcadas por alfiz siguiendo la tradición mudéjar.
Finalmente, en la fachada trasera del edificio, se ubica un patio rectangular cerrado actualmente por un muro encalado, que fue el lugar destinado a cementerio en tiempos pasados.
El incendio de 1929 y los destrozos de la noche del 13 de mayo de 1931 son las principales causas de la pérdida de los bienes muebles de la iglesia, entre los que cabe destacar, entre otros muchos, el retablo mayor, obra de estilo barroco del siglo XVIII estructurado en dos cuerpos con columnas salomónicas, dedicado al patrón San Hilario. En la etapa de la posguerra, el programa decorativo del templo fue renovado con los altares e imágenes que encontramos en la actualidad.